# 大阪都市再生環状道路
大阪都市再生環状道路（おおさかとしさいせいかんじょうどうろ）とは、大阪都心を周回出来る様になる新たな環状高速道路である。
2020年3月に阪神高速6号大和川線が開通したことにより、構想のうち、ある程度が実現したといえる。

## 目的
当初、大阪都心部を周回出来る高速道路は、阪神高速1号環状線だけであり、しかも1号環状線は右回り（時計回り）の一方通行で渋滞も頻繁に起こることから、かねてより大阪都心部における「第二環状高速道路」の必要性が言われていた。しかし、現状の環状線に左回り路線を新たに拡張する事は現実的には不可能な為、別途道路を建設しようと計画に至った。

## 概要
「大阪都市再生環状道路」は通称の呼び名であり、実際は複数の路線で結合された道路を想定している。
- 阪神高速2号淀川左岸線 北港JCT - 門真JCT
- 近畿自動車道 門真JCT - 松原JCT
- 阪神高速14号松原線 松原JCT - 三宅JCT
- 阪神高速6号大和川線 三宅JCT - 三宝JCT
- 阪神高速4号湾岸線 三宝JCT - 北港JCT

以上の5路線で周回出来る様にする計画であり、環状線と違い両方向通行出来る予定である。

## 現状
2019年までに、近畿自動車道と阪神高速4号湾岸線、阪神高速2号淀川左岸線の一部(北港JCT-海老江JCT間)が既に開通していた。
大和川線は2020年3月29日の全線開通。
阪神高速2号淀川左岸線の延伸部分に工事中（または事業計画中）である。2期の4.4kmの区間については、2025年に新大阪駅とこの年に夢洲で開催される大阪万博会場を結ぶシャトルバスの専用道路として開通し、2027年に一般車両が通行できるようになる予定で、延伸部については2032年の開通を目指している。